# Hervé Morin

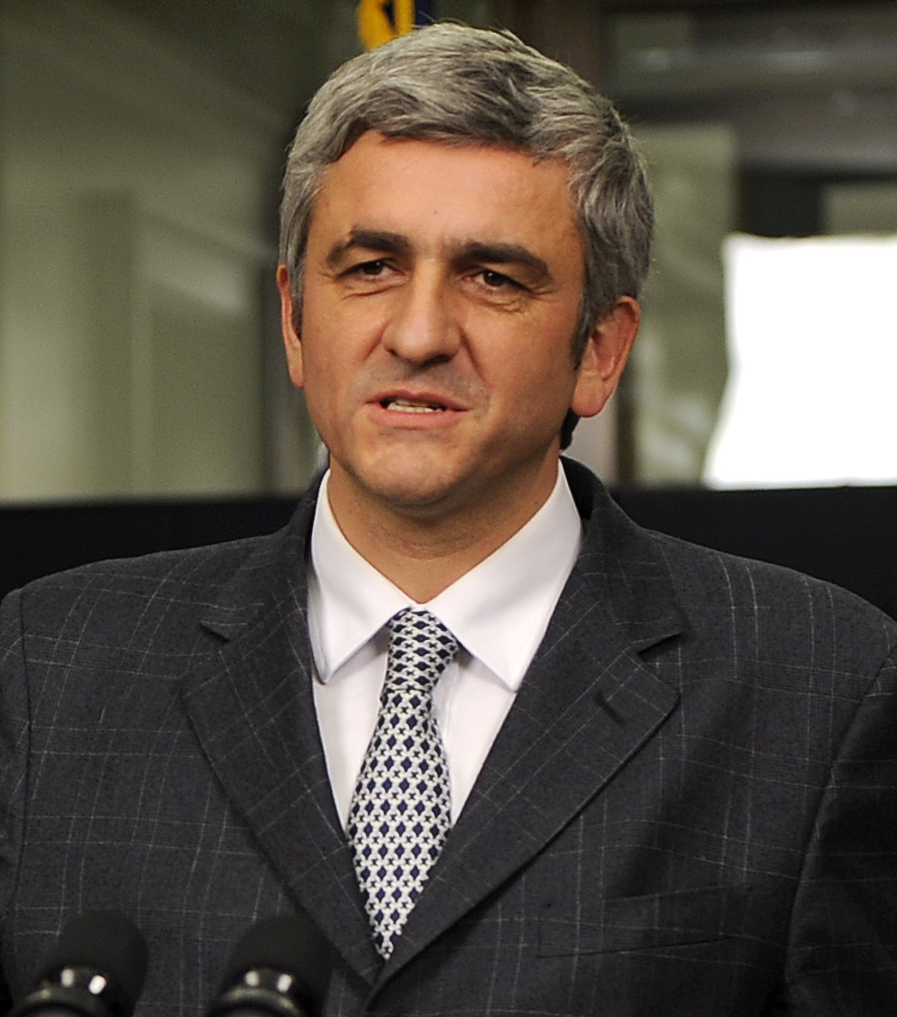
Hervé Morin (2008)

Hervé Jacques Louis Morin (* 17. August 1961 in Pont-Audemer, Département Eure) ist ein französischer Politiker (Les Centristes, ehemals UDF) und seit 2016 Präsident des Regionalrats der Normandie. Er war vom 18. Mai 2007 bis 14. November 2010 Verteidigungsminister in der Regierung von François Fillon.

## Biografie

### Familie, Ausbildung und Beruf
Hervé Morin stammt aus der ländlichen Normandie. Beide Großväter waren Landwirte und Bürgermeister kleiner Gemeinden. Sein Vater betrieb ein Bauunternehmen und war Mitglied der gaullistischen Partei. Morin besuchte zunächst ein öffentliches, dann ein privates Lycée (Gymnasium) in Deauville, wobei er die 10. und 11. Klasse jeweils wiederholen musste. Ursprünglich wollte Morin den landwirtschaftlichen Betrieb der Familie übernehmen, auf Drängen seines Vaters nahm er aber ein Jurastudium auf, zunächst an der Universität Caen, dann an der Universität Panthéon-Assas (Paris II). Er schloss mit einem Magister-Titel (Maîtrise) im öffentlichen Recht und dem Diplom des Institut d’études politiques de Paris (Sciences Po) ab.
Von 1987 bis 1993 arbeitete Morin in der Verwaltung der französischen Nationalversammlung, anschließend war er bis 1995 technischer Berater des damaligen Verteidigungsministers François Léotard (UDF-PR). Parallel dazu war er von 1989 bis 1995 Lehrbeauftragter an der Universität Paris V (Université Paris Descartes).
Hervé Morin ist verheiratet und hat zwei Kinder.

### Frühe politische Laufbahn
Morin begann seine politische Karriere als Mitglied der liberal-konservativen Parti républicain (PR), die Bestandteil des bürgerlichen Parteienbündnisses Union pour la démocratie française (UDF) war. Er wurde 1989 in den Gemeinderat von Épaignes gewählt, 1995 wurde er Bürgermeister von Épaignes – dieses Amt hatte er bis 2016 inne. Von 1992 bis 2004 gehörte er dem Generalrat des Départements Eure an. Zudem wurde er 1996 Präsident der Communauté de communes (Verwaltungsgemeinschaft) Canton de Cormeilles und blieb dies bis zu deren Auflösung Ende 2016.
Von 1995 bis 1997 agierte Morin als „rechte Hand“ von François Léotard, der im Jahre 1996 UDF-Vorsitzender wurde. In dieser Zeit lernte er François Bayrou kennen, der 1998 als Nachfolger Léotards Vorsitzender der UDF wurde und diese von einem Parteienbündnis in eine einheitliche Partei (Nouvelle UDF) umwandelte. In der nachfolgenden Zeit arbeiteten die beiden eng zusammen.
Im Jahr 1998 wurde er zum ersten Mal Abgeordneter des 3. Wahlkreises des Départements Eure in der französischen Nationalversammlung. Er rückte zum 29. November 1998 für den ausgeschiedenen Abgeordneten Ladislas Poniatowski nach und behielt dessen Sitz bis zum Ende der Legislaturperiode am 18. Juni 2002. Im Jahr 1999 wurde Morin in das nationale Sekretariat (Vorstand) der UDF gewählt, von 2000 bis 2007 war er stellvertretender Parteivorsitzender. Im Vorfeld der Präsidentschaftswahl 2002 war Morin Sprecher der Kampagne von François Bayrou. Im Gegensatz zu zahlreichen UDF-Mandatsträgern wechselte er nicht zur neuen Mitte-rechts-Sammelpartei UMP des wiedergewählten Staatspräsidenten Jacques Chirac, sondern blieb der stärker in der politischen Mitte verankerten Partei Bayrous treu. Nach seiner Wiederwahl als Abgeordneter bei der Parlamentswahl im Juni 2002 war Morin in der Legislaturperiode bis Mai 2007 Vorsitzender der UDF-Fraktion in der Nationalversammlung. Bei der Regionalwahl 2004 wurde er zudem in den Regionalrat der Haute-Normandie gewählt, dem er bis 2010 angehörte.
Morin arbeitete auch zur Präsidentschaftswahl im April 2007 als engster Getreuer Bayrous an dessen Präsidentschaftskampagne mit. Nach dem ersten Wahlgang, bei dem Bayrou als Drittplatzierter mit überraschend starken 18,6 % ausschied, kam es jedoch zum Bruch. Bayrou weigerte sich, wie bislang bei der UDF üblich in der Stichwahl den Kandidaten des Mitte-rechts-Lagers – in diesem Fall Nicolas Sarkozy – zu unterstützen. Stattdessen kündigte er an, die UDF in das Mouvement démocrate (MoDem) umzuwandeln, das sich als unabhängige Mitte-Partei und dritte Kraft zwischen rechtem und linkem Block positionieren sollte. Morin und die Mehrheit der bisherigen UDF-Abgeordneten befürchteten jedoch, ihre Parlamentssitze zu verlieren, die sie auch den bislang üblichen Wahlabsprachen mit der Präsidentenpartei UMP verdankten. Er rief daher dazu auf, im zweiten Wahlgang für Sarkozy zu stimmen.

### Verteidigungsminister und Nouveau Centre

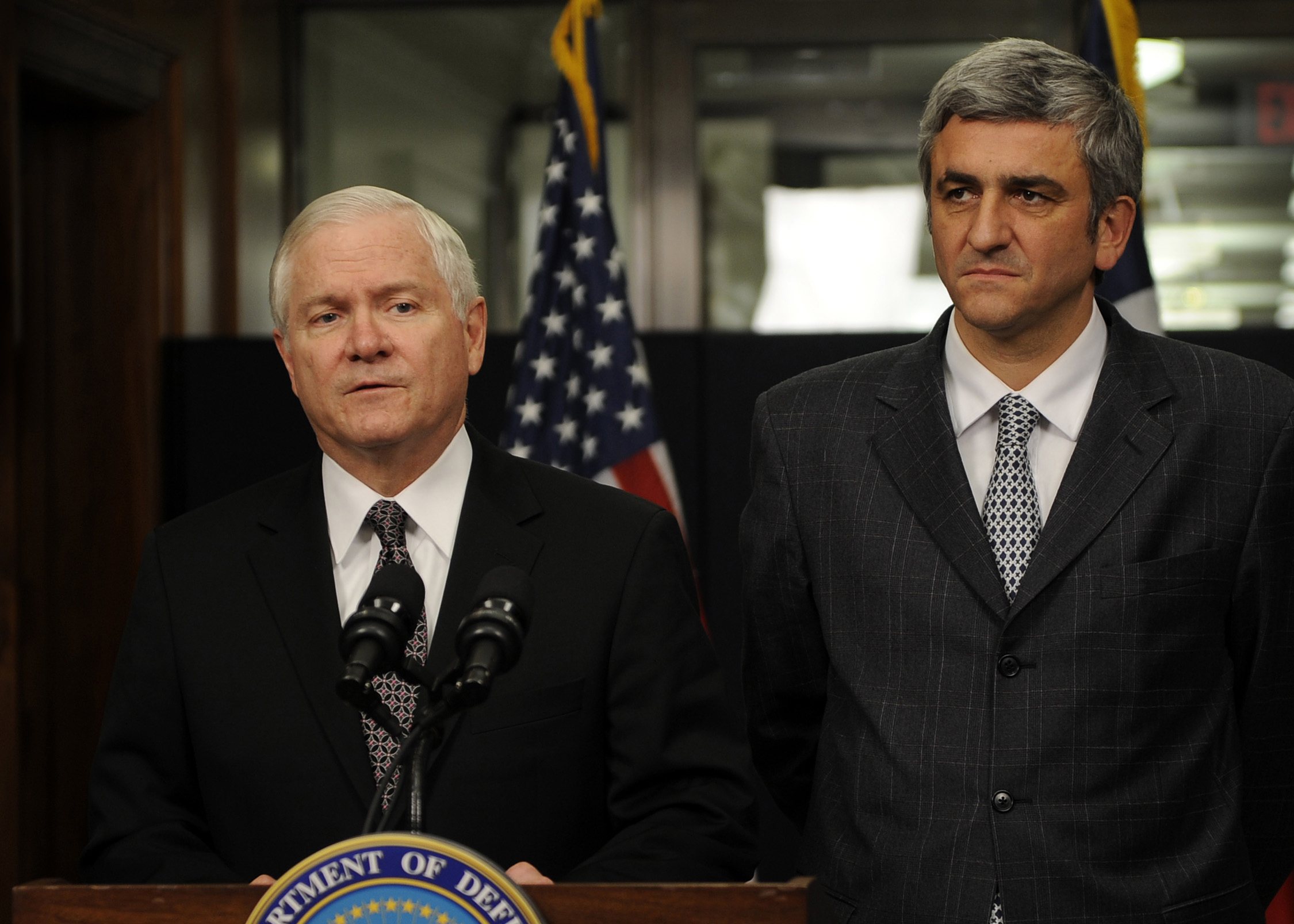
Verteidigungsminister Morin (rechts) mit seinem amerikanischen Amtskollegen Robert Gates

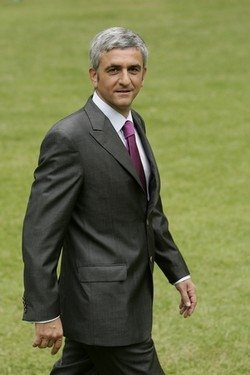
Hervé Morin im Januar 2008

Sarkozy gewann die Wahl und ernannte Morin am 18. Mai 2007 zum Verteidigungsminister im Kabinett Fillon I. Morin verkörperte damit – ebenso wie Außenminister Bernard Kouchner – die von Nicolas Sarkozy versprochene „Öffnung“ seines Kabinetts (für Linke und Mitte-Politiker). Am 29. Mai 2007 gründete Morin gemeinsam mit der Mehrzahl der bisherigen UDF-Abgeordneten die Partei Nouveau Centre (Zusatzbezeichnung Parti social libéral européen). Diese trat zur Parlamentswahl im Juni 2007 im Bündnis mit Sarkozys UMP an: In einigen Wahlkreisen verzichtete die UMP auf eigene Kandidaten und unterstützte stattdessen den Kandidaten des Nouveau Centre. So erhielt die neue Partei 23 Sitze in der Nationalversammlung, während Bayrous MoDem, das keine Absprachen mit anderen Parteien traf, nur auf drei Sitze kam. Auch Morin selbst wurde in seinem Wahlkreis – mit 50,05 % gleich im ersten Wahlgang – als Abgeordneter wiedergewählt.
Bei einer Kabinettsumbildung Fillons im November 2010 wurden Morin und andere Minister, die dem NC angehörten, aus der Regierung entlassen. Einen Monat später wurde Morin wieder in die Nationalversammlung gewählt. Die Partei begann sich daraufhin von Sarkozy und der UMP zu distanzieren; im Januar 2011 kündigte Morin eine neue Kooperation mit der von Jean Arthuis gegründeten „Alliance Centriste“ an, einer weiteren Abspaltung aus der UDF, die schon zuvor in der Opposition gewesen war. Zudem kündigte Morin an, zur nächsten Präsidentschaftswahl als Kandidat antreten zu wollen. Im März 2011 wurde er erneut in den Generalrat des Départements Eure gewählt, dem er bis April 2014 angehörte. 
Im Juni 2011 gründete Morins Nouveau Centre gemeinsam mit der Parti radical valoisien von Jean-Louis Borloo, der La Gauche Moderne von Jean-Marie Bockel und der Convention démocrate von Hervé de Charette die Alliance républicaine, écologiste et sociale (ARES), einen Zusammenschluss kleiner Parteien der bürgerlichen Mitte, die zuvor mit der konservativen UMP assoziiert gewesen waren. Nachdem er in Umfragen bei einem Prozent stagnierte, verzichtete Morin auf seine Kandidatur zur Präsidentschaftswahl 2012 und rief zur Wiederwahl Sarkozys auf. Bei der Parlamentswahl im Juni 2012 wurde Morin jedoch als Abgeordneter bestätigt. Aus der ARES ging im Herbst 2012 das neue bürgerliche Mitte-Bündnis Union des démocrates et indépendants (UDI) hervor, dem Morin und sein Nouveau Centre in der Folgezeit angehörten. Morin bewarb sich 2014 um den Vorsitz der UDI, unterlag jedoch im zweiten Wahlgang im November gegen Jean-Christophe Lagarde.

### Regionalpräsident
Bei der Regionalwahl in der neuen Region Normandie (Fusion von Haute- und Basse-Normandie) war Morin Spitzenkandidat einer gemeinsamen Liste der Mitte-rechts-Parteien Les Républicains (Nachfolgepartei der UMP), UDI, MoDem und CPNT. Er gewann die Wahl mit 52,9 % im zweiten Wahlgang und wurde damit Präsident des Regionalrats der Normandie. Sein Bürgermeisteramt in Épaignes gab er dafür auf, im Juli 2016 legte er auch sein Mandat in der Nationalversammlung wieder. 
Das Nouveau Centre benannte sich im Dezember 2016 in Les Centristes um, Morin blieb jedoch Parteivorsitzender. Bei der Vorwahl zur Findung eines Mitte-rechts-Kandidaten für die Präsidentschaftswahl 2017 unterstützte Morin zunächst Bruno Le Maire, in der Stichwahl François Fillon. Von November 2017 an war Morin zwei Jahre lang Präsident des Spitzenverbands französischer Regionen (Régions de France). Im Dezember 2017 schieden Les Centristes aus dem Bündnis UDI aus, weil sie – anders als die Mehrheit der UDI – die Zusammenarbeit mit den konservativen Républicains fortführen wollten.